# Lü Buwei
En aquest nom xinès, el cognom és Lü (呂).
Lü Buwei (en xinès tradicional: 呂不韋, en xinès simplificat: 吕不韦, pinyin: Lǚ Bùwéi, Wade-Giles: Lü Pu-wei) (291?–235 aC), Lord Wenxin 文信侯 fou un mercader del període dels estats guerrers que va maquinar la seva manera per a governar en l'estat de Qin. Serví com a Canceller de la Xina pel Rei Zhuangxiang de Qin, i com a regent i canceller pel reis Lü (o alguns anomenats Lü) i el jove fill del rei Zheng, qui es convertí en Qin Shi Huang, el primer emperador de la Xina. Lü Buwei es suïcidà després de veure's implicat en un complot amb la reina vídua Zhao i el seu amant "eunuc".
Lü patrocinà importantment un compendi enciclopèdic del període de les cent escoles de pensament el c 239 BCE anomenat Lüshi Chunqiu ("Annals d'En Lü"), compendi que pretenia organitzar diversos sistemes filosòfics xinesos de l'època. El propòsit del text era tant abastar tot el coneixement filosòfic de l'imperi de Qin com crear una filosofia d'estat.
Quan Qin Shihuang arribà l'edat adulta i aconseguí oficialment al poder, va ordenar la mort de Lü Buwei. A la seua mort en beure vi enverinat a ordre del rei, es va dir que estava rient per al Cel i murmurant "Si no em mata, llavors no està fet per a ser el meu fill". Va morir posteriorment, i quan Qin Shihuang va estar a la seua tomba alguns anys després, ordenà al seu fill de presentar respectes a Lü Buwei.
Després de la seua mort, els "Annals d'En Lü" van perdre el favor del govern Qin, però van ser ressuscitats pels successors de Qin durant molts anys, la dinastia Han.